# Западен Занзибар (регион)
Западен Занзибар (на суахили: Mjini Magharibi; на английски: Zanzibar Urban/West Region) е един от 26-те региона на Танзания. Заема западната част на остров Занзибар, разположен край бреговете на Танзания в Индийския океан. Площта на региона е 230 км². Населението му е 593 678 жители (по преброяване от август 2012 г.). Столица на региона е град Занзибар. Регионът е разделен на 2 окръга – градски и западен.